# Nordelph
Nordelph – wieś w Anglii, w hrabstwie Norfolk, w dystrykcie King’s Lynn and West Norfolk. Leży 68 km na zachód od Norwich i 123 km na północ od Londynu. Miejscowość liczy 375 mieszkańców.